# Mia Skäringer
Maria Elisabeth Mia Skäringer Lázár (Kristinehamn, 4 oktober 1976) is een Zweeds televisie- en filmactrice, comédienne, scenarioschrijver en radiopresentator.

## Biografie
Mia Skäringer werd in 1976 als Maria Elisabeth Johansson geboren in Kristinehamn. Ze wilde al acteur worden toen ze vier jaar oud was en werd actief in het theater van haar geboortestad. Het eerste televisiewerk was Sanning och konsekvens dat in 1995 op ZTV uitgezonden werd en waar ze Klara Zimmergren leerde kennen. Er volgden een aantal radioshows samen met Zimmergren. Hun radioprogramma Roll on werd in 2007 omgezet naar een televisieprogramma onder de naam Mia och Klara. Het programma werd bekroond met een Kristallen (de Zweedse televisieprijs) voor beste humorprogramma in 2008 en 2009 en de Gaygalan voor beste duo in 2008.
Vanaf 2010 speelde Skäringer samen met Felix Herngren, Johan Rheborg en Josephine Bornebusch een hoofdrol in de populaire komische Zweedse televisieserie Solsidan. De serie ging op 29 januari 2010 in première op de commerciële zender TV4 en werd bekeken door 1,8 miljoen kijkers. De serie kreeg positieve kritieken en er volgden nog vier seizoenen. In 2017 werd van de serie ook een speelfilm gemaakt. Voor haar rol van Anna in deze film werd ze in 2018 genomineerd voor een Guldbagge voor beste vrouwelijke hoofdrol.
Na het schrijven van columns en blogs voor het vrouwenmagazine Mama, publiceerde Skäringer in augustus 2009 haar debuutroman Dyngkåt och hur helig som helst. Van 20 april tot 30 mei 2010 maakte Skäringer ook een theatervoorstelling van het boek.

### Privéleven
Mia Skäringer is gehuwd met Gabriel Lázár en heeft drie kinderen.

## Filmografie
- 2017: Ack Värmland
- 2017: Solsidan
- 2015: Ack Värmland (tv-serie)
- 2015: Ängelby (tv-serie)
- 2013: Mia på Grötö (tv-serie)
- 2013: Hundraåringen som klev ut genom fönstret och försvann
- 2012: Mammas pojkar
- 2010 - 2015: Solsidan (tv-serie)
- 2009: Karaokekungen
- 2007 - 2009: Mia och Klara (tv-serie)
- 1997: Släng dig i brunnen (tv-serie)
- 1995: Sanning och konsekvens (tv-serie)

## Prijzen en nominaties
De belangrijkste:
| Jaar | Prijs      | Categorie            | Film          | Uitslag     |
| ---- | ---------- | -------------------- | ------------- | ----------- |
| 2018 | Guldbagge  | Beste actrice        | Solsidan      | Genomineerd |
| 2009 | Kristallen | Beste humorprogramma | Mia och Klara | Gewonnen    |
| 2008 | Kristallen | Beste humorprogramma | Mia och Klara | Gewonnen    |